# Marc I Sanudo
Marc I Sanudo (? - 1227) fou el primer duc de Naxos.
Marco Sanudo va acompanyar al seu oncle Enric Dandolo a la croada. El 1205 Venècia va autoritzar als seus patricis a apoderar-se de territori a Grècia, i després de negociar l'ocupació de Creta amb Bonifaci I de Montferrat, al front d'una flota veneciana, amb vuit galeres, es va apoderar de l'illa de Naxos pel seu compte, com a agent venecià, sense permís de l'emperador llatí (1207). Altres senyors venecians com Marí Dandolo i Andreu i Jeremies Ghisi, i el senyors d'Eubea, Ravano dalle Carceri, i de Lemnos, Philocalo Navigaioso, li van donar suport. Els grecs van resistir a la fortalesa de Apalyros o Apalires, amb ajut genovès, però la fortalesa finalment fou conquerida per Marc després d'un setge d'un mes i mig (1210).
Després va conquerir la resta de les Cíclades i va establir el ducat de Naxos o Ducat de l'Arxipèlag. Va construir una fortalesa a Naxos amb 12 torres i va dividir el país en 56 petits feus que va donar als seus lleials (Eubea i Lemnos, com a feus imperials, no eren part del ducat).
Marcos finalment es va declarar vassall de l'Imperi Llatí el 1211 i fou reconegut com a duc. Dominava directament Naxos, Paros, Antiparos, Sifnos, Kithnos, Ios, Amorgós, Kímolos, Síkinos, Siros i Polegandros i com a feus les d'Andros (de la família Dandolo), Tinos, Míkonos, Skiros, Skópelos, Sèrifos, Kea (dels Ghisi), Santorí (donada a Jacobo Barozzi), Anafi (donada a Leonardo Foscolo), Citera (donada a Marco Venier) i Cerigotto (donada a Jacobo Viaro). El 1212 va intentar ocupar Creta però després d'una conquesta temporal de Càndia va retornar a Naxos. El 1213 va ocupar temporalment Esmirna però fou derrotat i capturat per la flota de Teodor Làscaris de Nicea.
Es va casar amb Lascarina Làscaris, que alguns pensen que era germana de Teodor I Làscaris, com a part de l'arranjament per al seu alliberament durant el conflicte d'Esmirna. Va tenir tres fills, Angelo, Francesco i Leo. Va morir el 1227 i li va succeir el seu fill Àngel Sanudo.